# Phanee de Pool
Fanny Diercksen, dite Phanee de Pool, est une auteure-compositrice-interprète suisse, née le 2 janvier 1989 à Bienne. Elle écrit et chante en français.

## Biographie
Le 11 septembre 2016, Fanny Diercksen commence à poser les bases de ce qui deviendra Phanee de Pool. Après six ans sans musique, elle décide ainsi de reprendre la guitare et elle compose et enregistre un premier morceau, Luis Mariano, qu'elle publie sur Internet. En quelques heures, un millier d'internautes ont déjà écouté son titre. Cela provoque un déclic pour Fanny Diercksen qui choisit alors Phanee de Pool pour nom de scène et commence à travailler sur un premier album, seule dans sa cuisine, armée d'un looper, de quelques machines, de sa guitare et de sa voix.
Avec une chanson française à mi-chemin entre slam et rap, Phanee de Pool s'est imaginé son propre style : le « slap », un genre musical dont elle a inventé le nom. Elle joue du clavier, du piano, de la guitare, lance des boucles depuis son looper et écrit ses propres textes. Phanee de Pool est seule sur scène ou parfois accompagnée par un orchestre de chambre et le pianiste Étienne Champollion.

## Discographie
L'album Hologramme est entré à la treizième place des ventes d'albums en Suisse romande dès sa sortie.

## Carrière
Durant la gestation du premier album, Phanee de Pool reçoit le Prix des scènes et le Prix du public à la Médaille d'or de la chanson 2017. C'est alors son premier concert. En août 2017, juste avant la sortie du disque, c'est sur la scène de Rock Oz'Arènes que Phanee de Pool est invitée à présenter ce qui est seulement son deuxième concert. La naissance de Phanee de Pool est donc très bien accueillie par son public et les médias suisses. Bien avant la sortie de l'album, la RTS s'empare de quelques démos pour les diffuser sur les ondes d'Option musique et de La 1re. Le single Des miettes sur le canapé, mais aussi Luis Mariano, sont rapidement en playlist sur ces deux stations et, plus tard, Je suis sur Couleur 3. Durant les premières semaines d'existence de l'album, plusieurs titres de l'album Hologramme sont ensuite en playlist sur SRF3, SRF1, Canal3, RTN, RFJ, RJB, RFR, Radio Cité ou encore 7radio.
En novembre et décembre 2017, elle est également découverte des Médias francophones publics.
La presse écrite s'empare également du phénomène, du Matin à l'Illustré en passant par 24 heures, La Liberté, Migros Magazine ou encore Le Quotidien jurassien. Et, bien sûr, la télévision ne boude pas non plus son plaisir de l'inviter sur les plateaux, jusqu'à l'émission 26 minutes sur RTSUn.
Car c'est aussi le parcours de vie de Fanny Diercksen qui a touché le public et les médias. Après des débuts musicaux avec le Fanny Diercksen Trio et un passage par la Nouvelle Star en 2009, elle arrête la musique pour se trouver « un vrai travail » pour pouvoir « remplir son frigo ». Elle deviendra policière. Une carrière qui lui aura permis d'explorer les émotions humaines et une certaine réalité de la vie. En décembre 2017, elle remise son uniforme définitivement pour se consacrer entièrement à la musique.
En 2018, elle est nommée aux Swiss Music Awards, dans la catégorie Best Female Solo Act (« meilleure artiste féminine »).
Dans la foulée, son nouveau clip Luis Mariano, réalisé par Imajack Productions, fait sensation puisqu'il est tourné intégralement en format vertical, soit au même format qu'un smartphone.
En 15 mois, elle se produit sur plus de 100 scènes, en Suisse, en France, en Belgique et même en Corée du Sud, puisqu'elle est choisie pour représenter la Suisse dans une tournée baptisée Mars en folie,.
En 2019, elle crée un autre format de concert. De seule sur scène, elle a désormais la capacité de se produire en version Symphogramme, accompagnée des 50 musiciens de l’orchestre Amati. Elle présente ce spectacle pour la première fois à son public au Théâtre du Jorat, à Mézières.
Sa tournée 2019 lui permet de se produire plus de 60 fois et de fouler les plus grandes scènes suisses comme celle du Paléo Festival, à Nyon.
En août 2020, elle sort son deuxième album, nommé Amstram et contenant 13 titres. Avec la même verve que le premier, elle y aborde des thèmes importants (la drogue, le bonheur, la mort…) en passant tour à tour de la gravité à l’humour et à la dérision, mais toujours avec une incroyable poésie.
La pandémie bouleverse le programme de ses concerts mais elle poursuit ses activités contre vents et marées et finit par vernir cet album lors d’un concert à l’auditorium Stravinski de Montreux en novembre 2021. En 2022 et 2023, elle se produit à de nombreuses reprises sur les scènes de Suisse, de France et de Belgique, seule ou accompagnée par un orchestre symphonique.
Un troisième album, baptisé AlgorYthme, sort vendredi 6 octobre 2023. L'artiste y aborde les thèmes du quotidien: l'intelligence artificielle, l'amour, la précarité... le tout avec poésie et auto-dérision. Le spectacle, digne d'un one-woman-show, existe sous trois formats: seule en scène, avec le Pocket Symphonik (piano, clarinette, 4 cordes) ou avec le Giga Symphonik (30 à 50 musiciens). Il tourne avec succès sur les scènes suisses et françaises, avec entre autres 8 dates à L'Archipel. Elle se produit également pendant tout le mois de juillet au Festival Off d'Avignon (Théâtre de l'Arrache-Coeur).
En novembre 2024 sort un carnet de bord autobiographique intitulé Phanee de Pool par Fanny Diercksen, aux Editions Favre. Dans ce livre se trouvent des tranches de vie de l'artiste, rédigées à la main, accompagnées de croquis griffonnés, de collages et de photos. On y trouve également les textes de ses chansons.

## Distinctions
- 2018 - Prix «Coup de cœur» de l'Académie Charles-Cros[18]
- 2018 - Forums des 100 personnalités qui font la Suisse romande[19]
- 2017 - Prix des scènes et Prix du public à la Médaille d'or de la chanson[6],[20]
- 2017 - Découverte Médias francophones publics, en novembre et décembre[8]
- 2017 - Mérite culturel de la commune de Tavannes
- 2018 - Nomination comme « best female solo act » aux Swiss Music Awards 2018[12]
- 2018 - Coup de cœur «Oreilles en Pointe 2018» - Saint-Étienne (FR)
- 2018 - Coup de cœur chanson 2018 de l'Académie Charles Cros pour Hologramme[21].
- 2018/19 - Lauréate FCMA MUSIC+[22] (développement professionnel international)
- 2021 - Nomination aux Swiss Music Awards dans la catégorie "Best Act Romandie" [23]
- 2021 - Finaliste pour le prix Georges Moustaki 2021 avec l'album Amstram
- 2024 - Gagnante du Trophée Georges Brassens
- 2024 - Nomination aux Swiss Music Awards dans la catégorie "Most Rising Artist Social Media"
- 2024 - Coup de cœur chanson 2024 de l'Académie Charles Cros pour son album Algorithme.
- 2025 - 2ème prix du Concours pop de chanson francophone, au Mans

## Publications
- Diercksen, Fanny, Phanee de Pool, Lausanne, Favre, 2024, 176 p. (ISBN 978-2-8289-2209-2).